# Ernst Stojaspal
Ernst Stojaspal (Simmering, 1925. január 14. – Moulins-lès-Metz, Franciaország, 2002. április 3.) osztrák labdarúgócsatár, edző.
Az osztrák válogatott színeiben részt vett az 1948. évi nyári olimpiai játékokon és az 1954-es labdarúgó-világbajnokságon.